# Osvaldo Ramous
Osvaldo Ramous (Rijeka, 11. listopada 1905. – Rijeka, 2. ožujka 1981.) uz Lucifera Martinija najznačajniji riječki pisac na talijanskom jeziku. Njegov svestrani opus obuhvaća pjesništvo, prozu, dramu, esejističku prozu, kritiku, prevođenje, režiju, uredništvo, novinarstvo, organizaciju kulture, itd.

## Biografija
Rođen 1905. u riječkom Starom gradu - Zitavecia kao posljednji od šestero djece Marie Giacich i Adolfa Ramousa. Ubrzo ostaje bez oca pa se majka seli bratu na Belveder. Ujak Nazio brine se za djecu i otkriva Osvaldov muzički i literarni talent. Dječak pohađa paralelno pedagošku i muzičku školu - deset godina je studirao klavir i violinu u klasi prof. Malvina.
Njegovi književni počeci pojavljuju se u riječkoj književnoj reviji Delta, koja je izlazila od 1923. do 1925., te u časopisu Fiumanella. O njemu se širi fama poete u 1930-im kada u izdanju časopisa Termini, 1938. objavljuje u Rijeci prvu zbirku pjesama Nel canneto, koja dobiva posebno priznanje Talijanske kraljevske akademije (Reale Accademia d'Italia), a objavljuje i u renomiranim revijama L'Italia Letteraria, Il Meridiano i La Tribuna di Roma
Od 1929. započinje njegova suradnja s riječkim dnevnikom La Vedetta d'Italia kao kazališnog i muzičkog kritičara. 1930. zaposlen je kao urednik na kojem mjestu ostaje do 1942. kada ga otpušta šef Ente Stampa Carlo Scorza, s obrazloženjem ‘smanjenja broja zaposlenika’, što je bio izgovor za udaljavanje nedovoljno fašistički opredijeljenog Ramousa.
Za vrijeme njemačke okupacije, surađuje s pokretom otpora Talijanske komunističke partije. Sumnjiv je Nijemcima pa ga Gestapo u ljeto 1944. godine podvrgava mučnim ispitivanjima. Krajem 1944., nekoliko mjeseci prije oslobođenja Rijeke, prihvaća mjesto glavnog urednika istog dnevnika (La Vedetta d'Italia) jer je tada gradskim vlastima bio neophodan neutralniji intelektualac
U turbulentnim poslijeratnim vremenima za Rijeku, Ramous odlučuje ostati u rodnom gradu. Član je uprave riječkog Narodnog kazališta, a zatim, između 1946 i 1961. direktor je Talijanske drame koju je uspio 1956. spasiti od pokušaja zatvaranja od strane "socijalističkih patriota" režima u Zagrebu. Do odlaska u mirovinu 1961, Ramous je, kao režiser, postavio na scenu 46 djela.
U tom periodu, Ramous počinje stvarati mrežu kulturnih veza pa tako, kada se 1954. nalazi u Milanu s Paolom Grassijem - direktorom Piccolo Teatro - dogovara turneju po Jugoslaviji ove talijanske družine koja u Rijeci, Ljubljani, Zagrebu, Beogradu, Sarajevu i Kopru daje predstavu Carla Goldonija Arlecchino servitore di due padroni (Harlekin, sluga dvaju gospodara).
Intenzivno se bavi prevođenjem, osobito pjesama s francuskog, španjolskog te južnoslavenskih jezika. Odabire i prevodi pjesme i prozu jugoslavenskih autora, upoznajući s njima čitaoce vrsnih talijanskih časopisa. Uređuje i prevodi prvu antologiju suvremenih jugoslavenskih pjesnika pod nazivom Poesia jugoslava contemporanea (Rebellato Editore). Antologija izlazi 1959. (šest godina prije uspostavljanja političkih i kulturnih odnosa između dviju zemalja), te obuhvaća 55 pjesnika (Hrvata, Srba, Slovenaca i Makedonaca). Godine 1964. organizira prvi susret talijanskih i jugoslavenskih pisaca u Cittadelli, s namjerom prevazilaženja kontrasta između intelektualaca dviju zemalja zbog političkih podjela. Unatoč pokušaju da se ova kulturna razmjena osujeti (dokumenti Udruženja jugoslavenskih pisaca svjedoče o pozivu piscima da ne prisustvuju tom skupu) Ramous je uspio u organiziranju skupa.
Osim pjesama, prevodi i dramska djela Branislava Nušića (Dr i Pokojnik), Ive Vojnovića (Ekvinocij), Mirka Božića (Ljuljačka u tužnoj vrbi) i Drage Ivaniševića (Ljubav u koroti).
Kao redoviti suradnik RAI-a (talijanskog radija) Televizije i Radio Kopra-Capodistria na talijanskom jeziku, šalje im svoje prevode Nušića, Andrića, Krleže i na taj način doprinosi upoznavanju i širenju kultura različitih naroda te kulturnom posredovanju. Pisao je za brojne talijanske, jugoslaveske, američke časopise kao i za časopise drugih zemalja u kojima je objavio više od 400 eseja i raznih članaka. Njegova djela su prevedena na devet jezika.
Godine 1951. sklapa drugi brak, s Nevenkom Malić, voditeljicom Dječjeg kazališta u Rijeci (od 1936. bio u braku s Matilde Meštrović, nećakinjom Ivana Meštrovića).
Umire u Rijeci 1981.

## Književnost
Osim zbirki pjesama, objavljuje romane, pripovijetke, eseje, drame, radiodrame. Njegovi su lirski stihovi posvećeni nezaustavljivosti vremena i prolaznosti života. Kritika je u njima prepoznala odlike suzdržanog modernizma.
Od 1938. sve do 1953. ništa ne objavljuje kada mu riječki EDIT objavljuje drugu zbirku pjesama Vento nello stagno (Vjetar u baruštini) pa slijede Pianto vegetale (1960), Il vino nella notte (1964) za koju dobiva nagradu Grada Rijeke, Risveglio di Medea (1967), Realtà dell'assurdo (1973), Pietà delle cose (1977) i, postumno, Viaggio quotidiano (1982).
Ramous s učvrstio i u prozi, koja je u početku odjek neorealizma te objavljuje brojne novele i dva romana: I gabbiani sul tetto (1964) i Serenata alla morte (1965), oba prevedena na hrvatski pod naslovom Galebovi na krovu (1965.) Tek 2007. objavljen je Il cavallo di cartapesta (Konj od prešanog papira) autobiografski roman napisan 1967. i modificiran više puta sve do posljednjih dana svog života, roman koji je svojom kvalitetom i temom izazvao veliku pažnju - kroz dnevničku formu Roberta stvorena je kronika Rijeke u burnim vremenima.
Među tematikama Ramousove poezije, važno mjesto zauzima gorka refleksija o sudbini zemlje. Ova tema s vremenom postaje sve kompleksnija te u svojim posljednjim pjesmama - dominiraju metafizički argumenti u neohermeneutičkom kontekstu - nalazi prostora da oslika svoju moru u pravom stihu. Nastaju tako pjesme kao Città mia e non mia (Grad moj koji nije moj) i Alghe e licheni (Alge i lišajevi), obje iz Pietà delle cose - Sažaljenje stvari, 1977., koje se suočavaju s motivom egzodusa i nude složen odnos naspram radnog grada
.

## Nagrade i priznanja
Za svoja djela Ramous dobiva mnoge nagrade. Osim spomenutog odlikovanja, prima i Premio Cittadella (zlatnu medalju) 1955. za zbirku Vento sullo stagno, Nagrada Cervia 1963. god. za zbirku pjesama Risveglio di Medea, zlatnu medalju Premio Silver Caffé za roman L’ora di Minutopoli. Godine 1965. dodijeljena mu je Nagrada Grada Rijeke za zbirku pjesama Vento sullo stagno i roman Galebovi na krovu.

## Glavna djela
Pjesničke zbirke
- Nel canneto, 1938
- Vento sullo stagno, 1953
- Pianto vegetale, 1960
- Il vino della notte, 1964
- Risveglio di Medea, 1967
- Realtà dell'assurdo, 1973
- Pietà delle cose, 1977
- Viaggio quotidiano, 1982

Romani
- I gabbiani sul tetto, 1964 (Galebovi na krovu, Naprijed 1965.)
- Serenata alla morte, 1965
- Il cavallo di cartapesta, 2007

Drame i komedije
- Un duello, 1935
- Edizione straordinaria, 1951
- Lotta con l'ombra, 1959
- La mia ocarina, 1961
- Il farmaco portentoso, 1963
- Con un piede nell'acqua, 1969
- Un cuore quasi umano, 1970
- Guido, i' vorrei che tu, Lapo ed io..., 1972
- Un attimo solo, 1974
- Le pecore e il mostro, 1976
- Viaggio senza meta, 1976
- Sull'onda degli echi, 1977

## Bibliografia
- Damiani, Alessandro (1971.) "Poetica e poesia di Osvaldo Ramous" objavljena u Antologiji “Istria Nobilissima” vol. IV
- Mazzieri, Gianna (1990.) Osvaldo Ramous. Lo sradicamento dei rimasti, in La Battana, 97-98, EDIT, Fiume
- Pellizzer, Antonio (1993.) Osvaldo Ramous, u Voci nostre, EDIT, Fiume,
- Mazzieri, Gianna (2009.) Osvaldo Ramous. Il giornalismo, l'impegno culturale e critico, EDIT, Fiume
- Mazzieri Sanković, Gianna (2014.) U dodiru zore i sutona, kulturne razmjene i prostor slobode Osvalda Ramousa. Riječki filološki dani 9: zbornik radova s Međunarodnog znanstvenog skupa, Rijeka: Filozofski fakultet u Rijeci